# Președintele Băncii Centrale Europene
Președintele Băncii Centrale Europene este conducătorul Băncii Centrale Europene (BCE), instituția responsabilă pentru administrarea monedei euro și a politicii monetare în Zona Euro a Uniunii Europene (UE).

## Listă a președinților de la crearea băncii
| # | Portret | Președinte          | Stat   | A obținut postul     | A părăsit postul  |
| - | --- | ------------------- | ------ | -------------------- | ----------------- |
| 1 | | Wim Duisenberg      | Olanda | 1 iunie 1998         | 31 octombrie 2003 |
| 1 | Anterior ministru olandez al finanțelor, președinte al De Nederlandsche Bank și președinte al Institutului Monetar European. | Wim Duisenberg      |        |                      |                   |
| 2 | | Jean-Claude Trichet | Franța | 1 noiembrie 2003     | 31 octombrie 2011 |
| 2 | Anterior membru al G30 și guvernator al Banque de France.                                                                    | Jean-Claude Trichet |        |                      |                   |
| 3 | | Mario Draghi        | Italia | 1 noiembrie 2011     | 27 octombrie 2019 |
| 3 | Anterior director al Goldman Sachs, director executiv al Băncii Mondiale și guvernator al Banca d'Italia.                    | Mario Draghi        |        |                      |                   |
| 4 | | Christine Lagarde   | Franța | din 1 noiembrie 2019 |                   |
| 4 | Anterior director al Fondului Monetar Internațional.                                                                         | Christine Lagarde   |        |                      |                   |

### Vicepreședinte
| Vicepreședinte | Vicepreședinte   | Stat                                                                                                 | A obținut postul | A părăsit postul |
| -------------- | ---------------- | --- | ---------------- | ---------------- |
| 1              | Christian Noyer  | Franța                                                                                               | 1 iunie 1998     | 31 mai 2002      |
| 1              | Christian Noyer  | Anterior funcționar civil, consilier și șef al trezoreriei la Ministerul francez al Finanțelor.      |                  |                  |
| 2              | Lucas Papademos  | Grecia                                                                                               | 1 iunie 2002     | 31 mai 2010      |
| 2              | Lucas Papademos  | Anterior economist senior la Federal Reserve Bank of Boston și economist-șef la Banca Greciei.       |                  |                  |
| 3              | Vítor Constâncio | Portugalia                                                                                           | 1 iunie 2010     | deține postul    |
| 3              | Vítor Constâncio | Anterior secretar-general al Partidului Socialist din Portugalia și guvernator al Banco de Portugal. |                  |                  |